# Fulgenius
Fulgenius was volgens de legende, zoals beschreven door Geoffrey van Monmouth, koning van Brittannië van 240 v.Chr. - 234 v.Chr. Hij was de oudste zoon van koning Cherin en werd opgevolgd door zijn broer Edadus.